# Böblingen (Landschaftsschutzgebiet)
Böblingen ist ein Landschaftsschutzgebiet (Schutzgebietsnummer 1.15.092) im Landkreis Böblingen in Baden-Württemberg.

## Lage und Beschreibung
Das Schutzgebiet entstand durch Verordnung des Landratsamts Böblingen vom 2. September 1999. Mit dem Inkrafttreten dieser Verordnung trat die Verordnung des Landratsamtes Böblingen mit dem Namen "Ratberg und Umgebung" vom 10. Oktober 1974, mit der für das Gebiet der Stadt Böblingen mit den Gemarkungen Böblingen und Dagersheim bereits ein Landschaftsschutzgebiet festgelegt worden war, außer Kraft. Es handelt sich um sechs Gebietsteile südlich und westlich von Böblingen. Das Gebiet gehört zu den Naturräumen 104-Schönbuch und Glemswald und 122-Obere Gäue innerhalb der naturräumlichen Haupteinheiten 10-Schwäbisches Keuper-Lias-Land und 12-Neckar- und Tauber-Gäuplatten. Das FFH-Gebiet Glemswald und Stuttgarter Bucht überschneidet sich teilweise mit dem LSG.

## Schutzzweck
Wesentlicher Schutzzweck ist die Erhaltung, Sicherung und Wiederherstellung der Vielfalt, Eigenart und Schönheit der Kulturlandschaft in ihrer Funktion für den Naturhaushalt, als Lebensraum der heimischen Tier- und Pflanzenwelt und als Erholungsraum. Das Landschaftsschutzgebiet soll vor störenden und beeinträchtigenden Veränderungen bewahrt werden und ökologische Entwicklungsmöglichkeiten zulassen.
Insbesondere soll gesichert werden die Offenhaltung und Erhaltung der landschaftlich ansprechenden und ökologisch wertvollen Feuchtwiesen, Seggenriedflächen und Bachauen mit bachbegleitenden Gehölzen sowie der ökologisch sehr wertvollen Streuobstwiesen. Eine weitere Zersiedelung soll verhindert werden.